# 屈萬里
屈萬里（1907年9月15日—1979年2月16日），字翼鵬。筆名鵬、尺蠖、翼、屈軼、書傭、翼鵬等，山東省魚臺縣人，中華民國學者，中央研究院院士，研究專長為《詩經》、《尚書》等上古典籍。

## 生平
1949年到台灣工作，出任國立中央圖書館台灣辦事處主任；不久應時任國立台灣大學校長傅斯年邀請，轉任國立台灣大學副教授，並曾兼校長祕書；1953年，升正教授。
1966年9月21日到1968年3月2日，出任國立中央圖書館館長；後來與創館館長蔣復璁都當選中央研究院院士。
1957年，任中央研究院歷史語言研究所研究員。1972年，當選中央研究院院士（第9屆）。
著有《尚書釋義》、《詩經釋義》、《圖書版本學要略》、《古籍導讀》等書。
屈教授大學沒有畢業，全憑個人努力治學，得到中央研究院院士的殊榮。
1979年2月16日在台北市病故。

## 著作
- 《明清未刊稿彙編初輯》 （页面存档备份，存于）(全套10種,106冊)，台北，聯經出版社
- 《詩經詮釋》 （页面存档备份，存于）台北，聯經出版社，1983，ISBN9789570801507
- 《先秦文史資料考辨》 （页面存档备份，存于），台北，聯經出版社，1983，ISBN9789570810349
- 《尚書異文彙錄》 （页面存档备份，存于），台北，聯經出版社，1983，ISBN9789570829778
- 《尚書集釋》 （页面存档备份，存于），台北，聯經出版社，1983，ISBN9789570829808
- 《讀易三種》 （页面存档备份，存于），台北，聯經出版社，1983，ISBN9570809906
- 《書傭論學集》 （页面存档备份，存于），台北，聯經出版社，1984
- 《中文善本書志》 （页面存档备份，存于）台北，聯經出版社，1984
- 《古籍導讀》 （页面存档备份，存于）台北，聯經出版社，1984，ISBN9789570801507
- 《尚書今注今釋》 （页面存档备份，存于）台北，聯經出版社，1984
- 《先秦漢魏易例述評》 （页面存档备份，存于）台北，聯經出版社，1984
- 《殷虛文字甲編考釋》 （页面存档备份，存于）台北，聯經出版社，1984
- 《屈萬里先生文存(1-6)》 （页面存档备份，存于）台北，聯經出版社，1985
- 《屈萬里先生全集(第2集)(6-14)9本》 （页面存档备份，存于）台北，聯經出版社，1984
- 《國立中央圖書館善本書目初稿》 （页面存档备份，存于）台北，聯經出版社，1985

## 外部連結
- 中央研究院歷史語言研究所 （页面存档备份，存于）
- 國立臺灣大學中國文學系 屈萬里